# Echinocereus blumii
Echinocereus blumii es una especie de planta suculenta perteneciente al género Echinocereus, dentro de la familia Cactaceae. Es endémica del noreste de México (concretamente del estado de Coahuila).

## Descripción
Echinocereus blumii es una especie de cactus que, por lo general, crece de forma solitaria, aunque en ocasiones puede ramificarse y formar pequeños grupos de hasta tres brotes. Los tallos son cilíndricos, erguidos y alcanzan alturas de hasta 20 cm, con diámetros de aproximadamente 6 cm. La epidermis presenta tonalidades que varían entre el verde y el verde oscuro, y las raíces son fibrosas y ramificadas.
La planta desarrolla entre 13 y 17 costillas de 5 a 10 mm de ancho y unos 5 mm de alto, ligeramente divididas en tubérculos. En estas se ubican areolas circulares de 3 a 4 mm de diámetro, separadas entre sí por una distancia de 0,6 a 1,2 cm. Las espinas son aciculares, rectas y muestran colores que van del amarillo al rojo, con la punta negra. Entre ellas se distinguen de 4 a 9 espinas centrales, que miden entre 0,5 y 1,5 cm de largo, y de 17 a 22 espinas radiales, de 0,3 a 1,2 cm de longitud.
Las flores no tienen aroma, son de forma tubular corta y no se abren por completo. Presentan tonalidades que varían del marrón verdoso al marrón rojizo y miden entre 2,8 y 3,5 cm de largo, con diámetros de 1,5 a 2 cm. El tubo floral y el ovario, de color verde oscuro, miden de 5 a 8 mm de largo y tienen areolas con 5 a 10 espinas blancas de 0,3 a 1 cm. Los pétalos alcanzan hasta 2 cm de largo y 0,4 cm de ancho. La cámara de néctar mide aproximadamente 2 mm. Los estambres tienen filamentos blancos de 1 cm y anteras amarillas. El estilo, de color blanco amarillento, mide 2 cm, y el estigma presenta hasta 8 lóbulos de unos 5 mm de largo, de color verde.
Los frutos son ovalados, de color verde oscuro, y maduran en un periodo de entre 1,5 y 2 meses. Miden de 1 a 1,2 cm de largo y de 0,8 a 1 cm de diámetro. Contienen una pulpa blanca con aroma dulce. Las semillas, de color negro, miden entre 1 y 1,1 mm y presentan una testa con perforaciones y verrugas prominentes.

### Características juveniles
Las plántulas en etapa temprana muestran una ligera pilosidad, con areolas densamente lanosas y afieltradas. Poseen entre 5 y 9 espinas centrales, mientras que las radiales se presentan extendidas.

## Distribución y hábitat
El área de distribución nativa de esta especie es el noreste de México (concretamente en el estado de Coahuila) y habita principalmente en biomas desérticos o de matorral seco. Crece entre las grietas de colinas rocosas bajas, a altitudes que oscilan entre los 1100 y los 1300 metros sobre el nivel del mar.

## Taxonomía
Echinocereus blumii fue descrita por los botánicos Dieter Félix y Herbert Bauer y publicada por primera vez en la revista científica Der Echinocereenfreund 2012: 221 en 2012.
Etimología
- Echinocereus: nombre genérico formado a partir de las palabras latinas ĕchīnus (que significa ‘erizo’) y cereus (que se traduce como 'vela' o 'cirio'), en alusión a los tallos cortos, columnares y espinosos que presentan las especies de este género.[5]
- blumii: epíteto específico otorgado en honor al botánico Wolfgang Blum, un dedicado coleccionista de cactus y experto en el género Echinocereus.[1]

## Usos
Se cultiva principalmente como planta ornamental y su propagación se realiza normalmente a través de hijuelos o semillas.